# Lokia incongruens
Lokia incongruens är en trollsländeart som först beskrevs av Karsch 1893.  Lokia incongruens ingår i släktet Lokia och familjen segeltrollsländor. IUCN kategoriserar arten globalt som livskraftig. Inga underarter finns listade i Catalogue of Life.